# Stephanus Schmeckler
Stephanus Schmeckler (* um 1600 in Cochem; † nach 1650 angenommen ebenda) war ein deutscher Bürgermeister und Landtagsdeputierter.

## Leben
Schmeckler über dessen schulische Ausbildung und Werdegang keine Überlieferungen bekannt sind, unterzeichnete am 23. August 1650 zusammen mit dem Cochemer Stadtschreiber Petrus Geymer einen Vergleich von Kaiser Ferdinand III. gegen den Trierer Erzbischof Philipp Christoph von Sötern. Der Vergleich sah vor, dass die Landstände in ihren Rechten und Freiheiten wieder einzusetzen und gleichzeitig die Landzölle zu reduzieren wären.